# Monica Chakwera

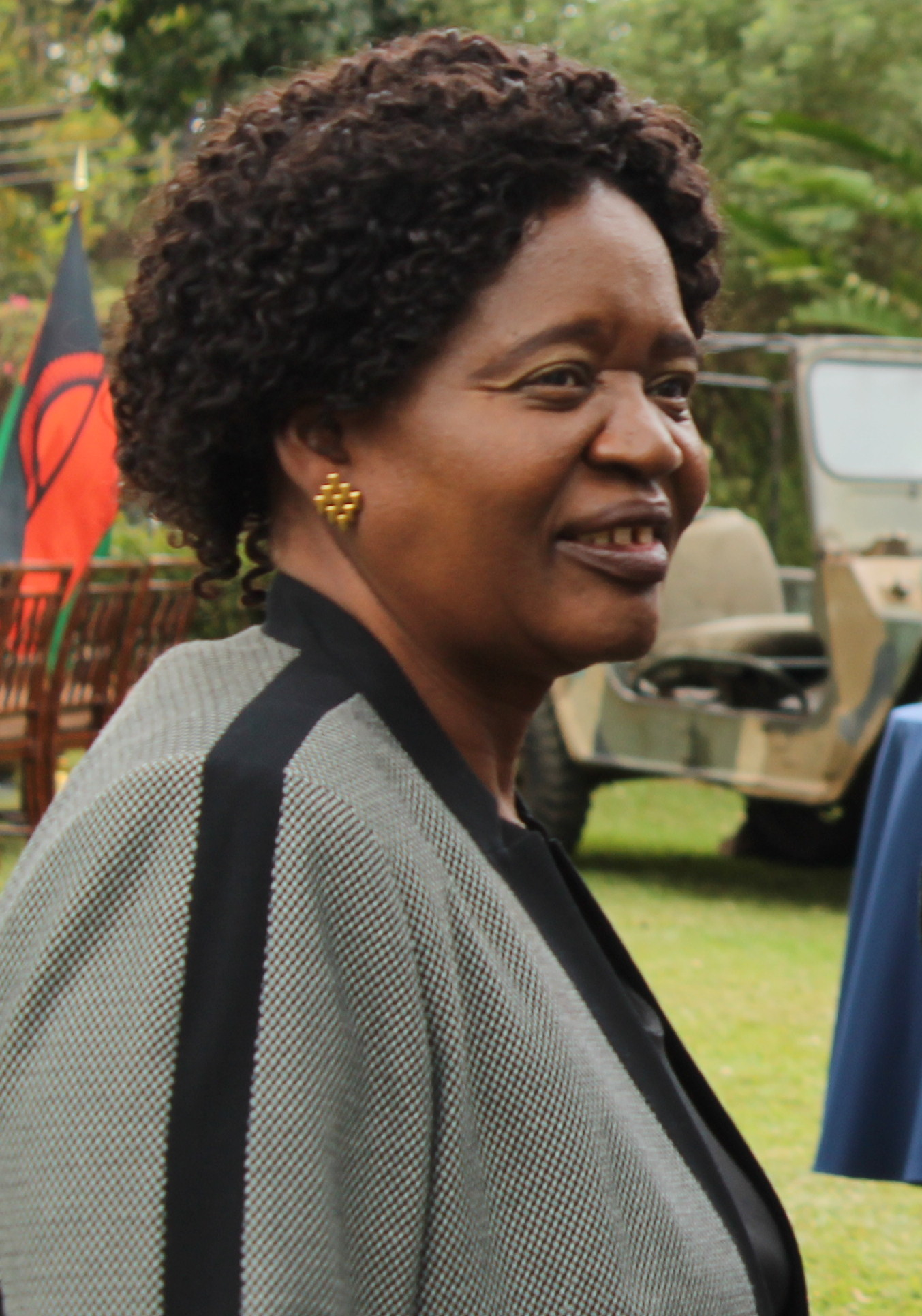
Monica Chakwera 2018

Monica Chakwera (* 30. September 1953 in Chikulamayembe) ist die First Lady und Ehefrau von Lazarus Chakwera, dem Präsidenten der Republic of Malawi.

## Leben
Sie wurde am 30. September 1953 im Dorf Mwazisi, T/A Chikulamayembe, im Rumphi District im Norden Malawis geboren.

## Jugend und Ausbildung
Chakwera hat eine Ausbildung als Buchhalterin und Sozialarbeiterin Sie hat einen Bachelor of Arts in Sozialarbeir der Universität Limpopo (University of the North) in Südafrika.

## Ehe mit Lazarus Chakwera
Chakwera heiratete Lazarus Chakwera am 8. Oktober 1977. Das Paar hat vier Kinder und bereits Enkel.

## Wohltätigkeit
Chakwera gehört der evangelikalen Bewegung an. Sie gründete die Stiftung Shaping Our Future Foundation, eine Organisation, die sich um die Ausbildung von Mädchen in ländlichen Gebieten kümmert. Die Initiative wurde im Präsidentenpalast gegründet, erhielt aber keine Mittel der Regierung, sondern Spenden von großen Firmen.